# Douglas Spradley
Robert Douglas „Doug“ Spradley (* 14. September 1966 in Tacoma, Washington) ist ein aus den Vereinigten Staaten stammender Basketballer, der für mehrere Vereine der deutschen Basketball-Bundesliga gespielt hat und inzwischen als Trainer arbeitet. Der früher mit einer aus Paderborn stammenden Deutschen verheiratete zweifache Familienvater besitzt seit 1998 die deutsche Staatsangehörigkeit.

## Karriere als Spieler
Spradley, dessen Eltern eine Skischule betrieben, war auch ein begabter Tennisspieler. Er spielte während seiner Collegezeit Basketball an der Gonzaga University, an der bis 1984 der beste Vorlagengeber der NBA und Mitglied des ursprünglichen Dream Teams John Stockton gespielt hatte. Während seiner Collegezeit wurde er in die Auswahl seiner NCAA-Conference berufen und als 1989 Sportler des Jahres seiner Uni geehrt. Er erzielte während seiner vier Jahre an der Gonzaga University insgesamt 1427 Punkte. Seinen besten Saisonschnitt erreichte Spradley 1988/89, als er auf 21,6 Punkte je Begegnung kam und damit seine Mannschaft im Angriff anführte.
Nach seiner Collegezeit ging Spradley nach Europa und spielte zunächst in Holland. Der belgische Trainer Werner Rotsaert holte Spradley 1992 nach Deutschland in die 2. Basketball-Bundesliga zu den Paderborn Baskets. Die beiden hatten 1994 maßgeblichen Anteil am ersten Aufstieg des damals als Forbo Paderborn firmierenden Vereins in die erste Basketball-Bundesliga. Nach einer durchwachsenen Hauptrunde mit neun Siegen in 32 Spielen musste der Verein in einer Relegationsrunde gegen die besten Zweitligisten antreten. Da die Zweitligavereine nur einen spielberechtigten ausländischen Spieler in ihrem Kader hatten, durften die Erstligavereine gleichfalls nur einen ihrer beiden ausländischen Spieler für diese Relegationsrunde einsetzen. Um die Position unter dem Korb nicht zu schwächen, wurde Spradley als bisheriger drittbester Korbschütze der Bundesliga-Saison (21,8 Punkte/Spiel) zugunsten des estnischen Centers Margus Metstak bei Paderborn auf die Tribüne „verbannt“. Die Ostwestfalen verkrafteten diese Schwächung nicht und verloren beinahe alle ihre Spiele. Unter anderem enttäuscht von dem Auftreten seiner Mannschaft und der Fehleinschätzung bezüglich der Ausländerposition verließ Trainer Rotsaert vorzeitig den Verein, so dass Spradley für einige Spiele sogar als Coach fungierte, den Abstieg in die zweite Liga aber nicht verhindern konnte.
1996 kehrte Spradley in die erste Liga zurück, indem er nach Braunschweig wechselte. In dem mit korbgefährlichen Spielern wie Mike Jackel und Scooter Barry bestückten Aufgebot der Niedersachsen kam Spradley in der Saison 1996/97 auf 11,8 Punkte je Begegnung und erreichte mit der Mannschaft das Bundesliga-Viertelfinale. Er stand auch 1997/98 in Braunschweiger Diensten, zog mit der SG als Hauptrundensechster ins Viertelfinale um die deutsche Meisterschaft ein, dort schied man gegen Bamberg aus. Kurz vor dem Beginn der Meisterrunde hatte Spradley, der zeitweilig wegen einer Operation ausfiel, die deutsche Staatsbürgerschaft erhalten. Im Laufe der Saison wurden seine Leistungen vom Verein kritisch beäugt, die Führung dachte öffentlich über eine Neuverpflichtung als Ersatz für Spradley nach, dessen Werte im Bundesliga-Spieljahr 97/98 bei 12 Punkte und 2,4 Vorlagen je Begegnung lagen. Trotz eines noch laufenden Vierjahresvertrags kam es 1998 auf Geheiß von Braunschweigs Trainer Bill Magarity zur Trennung von Spradley, der hatte bleiben wollen. Mit dem Wechsel nach Weißenfels 1998 spielte er zunächst wieder in der zweiten Liga, bevor Weißenfels ein Jahr später in die erste Liga nachrückte, da der SV Oberelchingen seine Lizenz zurückgab. Spradley erzielte in der Saison 1999/2000 im Schnitt 11,2 Punkte je Begegnung für den Bundesliga-Neulings aus Weißenfels. Zum Abschluss seiner Karriere kehrte Spradley im Jahr 2000 nach Paderborn zurück.

## Karriere als Trainer
In seiner ersten Trainerstation übernahm Spradley 2001 die Paderborn Baskets in der zweiten Bundesliga, für die er schon lange Jahre als Spieler aktiv war. In der Folgezeit konnte er zusammen mit Sportdirektor Nima Mehrdadi, der schon als junger Co-Trainer von Rotsaert Erfahrungen gesammelt hatte, ein Aufgebot zusammenstellen, das Ambitionen auf einen erneuten Aufstieg hatte. In der Saison 2004/05 kassierte man am 10. Spieltag seine zweite und letzte Niederlage und gewann alle restlichen Spiele inklusive eines Rückrundensieges gegen selbsterklärten Aufstiegsfavoriten Eisbären Bremerhaven, musste aber Bremerhaven wegen des verlorenen direkten Vergleichs den Vortritt lassen. In der darauffolgenden Saison 2005/06 gewann man schließlich alle Spiele, so dass Spradley nach saisonübergreifend 50 Siegen hintereinander erneut und zum ersten Mal als Trainer in die erste Basketball-Bundesliga aufsteigen konnte. Entgegen der Bedenken mancher außenstehender Experten setzte der Verein auf den Stamm seines Erfolgsaufgebots als Kern der Erstligamannschaft. Spradley konnte die Mannschaft in den folgenden beiden Jahren zweimal mit jeweils 16 Siegen aus 34 Spielen im Mittelfeld der Tabelle platzieren. Im dritten Jahr der neuerlichen Erstligazugehörigkeit gelang nach mäßigem Start und trotz großer finanzieller Probleme der Sprung in die Play-offs um die Meisterschaft. Dort unterlag man im Achtelfinale dem vormaligen Meister und Hauptrundenersten Alba Berlin erst im Entscheidungsspiel der Serie. Nachdem Spradley bereits zwei Jahre zuvor nach Oldenburg wechseln wollte, übernahm er nach dieser Saison nun das Traineramt beim sportlichen Absteiger Eisbären Bremerhaven, der erst über eine Wildcard seine weitere Erstligazugehörigkeit sichern konnte.
Neben seinem Co-Trainer Stephan Völkel begleitete auch Steven Esterkamp, der jedoch später verletzt die ganze Saison aussetzte, Spradley nach Bremerhaven. Zudem holte Spradley Louis Campbell, den er ebenfalls schon in Paderborn betreut hatte, aus Japan zurück, der zusammen mit dem von Ratiopharm Ulm gekommenen besten Bundesliga-Rebounder Jeff Gibbs als Leistungsträger der Mannschaft fungierte, welche sich als Sechstplatzierte der Hauptrunde für die Play-offs der Saison 2009/10 qualifizierte. Im Viertelfinale schlug man überraschend im entscheidenden Spiel durch einen spiel- und serienentscheidenden Buzzer Beater des nachverpflichteten Andrew Drevo den frischgekürten EuroChallenge-Champion BG 74 Göttingen. Im entscheidenden fünften Spiel des Halbfinales hatte man diesmal ein Heimspiel, unterlag aber in der Verlängerung den Skyliners Frankfurt.
Bis April 2013 war Spradley für die Eisbären Bremerhaven sportlich tätig. Nach Ablauf der Saison 2012/2013 wurde sein auslaufender Vertrag von Seiten des Vereins nicht verlängert. Unter seiner Führung zogen die Eisbären zweimal in die Play-offs der Basketball-Bundesliga ein. Die letzte Saison beendete das Team auf dem elften Tabellenplatz.
Am 15. Mai 2014 wurde veröffentlicht, dass Doug Spradley neuer Headcoach der s.Oliver Baskets aus Würzburg wird. Spradley wechselte zum ehemaligen Bundesligisten, der in der Spielzeit 2014/2015 in der 2. Basketball-Bundesliga ProA antrat und unterschrieb einen Zweijahresvertrag. Er führte Würzburg in die Bundesliga zurück, unter seiner Leitung erreichte die Mannschaft in der Saison 2015/16 als Aufsteiger die Meisterrunde und schied dort im Viertelfinale gegen den späteren Titelgewinner Bamberg aus. Am 30. Dezember 2016 wurde Spradley von den Würzburgern freigestellt. Als Grund wurde seitens der Vereinsführung die „sportliche Entwicklung der letzten Wochen und Monate“ genannt. Zum Zeitpunkt der Trennung stand Würzburg auf dem 14. Platz der Bundesliga-Tabelle, von den vorherigen zehn Bundesliga-Spielen hatte man sieben verloren.
Am 8. Februar 2017 wurde er vom abstiegsbedrohten Bundesligisten SC Rasta Vechta als neuer Cheftrainer verpflichtet, verpasste mit den Niedersachsen aber den Klassenerhalt, der nach einer 57:101-Niederlage gegen den FC Bayern München am Ostersonntag 2017 fest stand. Im Spieljahr 2017/18 führte er Vechta als Tabellenerster der Punktrunde in die Playoffs.
Am 10. April 2018 gab Rasta Vechta in einer Pressemitteilung bekannt, dass die Zusammenarbeit mit Doug Spradley mit Ablauf der Saison endet. Als Grund wurden von Spradley die „unterschiedlichen Vorstellungen von der zukünftigen Arbeit“ genannt. Er führte die Niedersachsen anschließend noch als Meister der 2. Bundesliga ProA zum Wiederaufstieg in die Bundesliga.
Zur Saison 2019/20 wurde Spradley Cheftrainer in der 2. Basketball-Bundesliga ProA bei den Tigers Tübingen. Am 1. Januar 2020 gab der Verein die Trennung von Spradley bekannt, da die sportliche Lage nicht den Vorstellungen entsprach. Im vorherigen Saisonverlauf hatte Tübingen unter seiner Leitung acht seiner 16 Ligaspiele gewonnen.
Mitte August 2022 übernahm er das Traineramt bei ZZ Leiden aus den Niederlanden. Mit der Mannschaft gewann er im März 2023 den niederländischen Pokalwettbewerb und im Mai 2023 den niederländischen Meistertitel. Spradley wurde in den Niederlanden als bester Trainer der Saison 2022/23 ausgezeichnet. Im Juni 2023 errang er mit Leiden auch den Meistertitel in der belgisch-niederländischen Gemeinschaftsliga BNXT. 2024 wiederholten Spradley und Leiden den Sieg in der niederländischen Meisterschaft.